# Mathis Haug
 (février 2018).
Mathis Haug, né le 22 juin 1976 à Pforzheim en Allemagne, est un guitariste, chanteur et auteur-compositeur de folk, jazz et blues.

## Biographie
Jusqu’à l'âge de six ans Mathis Haug grandit dans la Forêt-Noire en Allemagne. Il déménage en 1986 avec sa famille en Ardèche, où il passe le reste de son enfance. Entre 1990 et 1994 il fait ses premiers pas musicaux dans des bars et des festivals, principalement influencé par le folk allemand et le blues américain. Il retourne ensuite en Allemagne où il joue avec des musiciens tels que Fanda Boom Boom et Mat Robert And The Space Foxes.
En 1999 Mathis revient en France et joue d’abord avec des musiciens tels que le guitariste Ted Tunnicliffe, avant de fonder en 2003 son propre groupe Mathis And The Mathematiks avec son camarade d’école et ami l'auteur et guitariste anglais Seamus Taylor. Ce projet conduit à l'enregistrement de son premier album 5 avec des influences de funk, de rhythm and blues, de musique afro-américaine, et des effets des années 1960.
De 2002 à 2004 lors d'un séjour à Barcelone il mobilise l’attention du public comme des médias locaux. Le single 4.4.2 se classe dans les hit-parade nationaux, en devenant l’hymne officiel du festival international du documentaire musical Beefeater In-Edit. Au même moment il reçoit le prix Talent Jazz du festival Jazz à Vienne et apparaît sur différentes compilations telles que les Blues Beat Sessions (Warner Jazz).
En 2005 l'album 5 est publié en France, et reçoit un bon accueil auprès de magazines musicaux comme Rolling Stone et Crossroads. Le single est diffusé sur France Inter.
En 2011 sort l'album Playing My Dues, suivi par l'album Distance en 2013, avec la saxophoniste Céline Bonacina, le guitariste et chanteur Eric Bibb et le batteur Stephan Notari.
Mathis Haug  travaille aussi comme producteur, par exemple pour l’album Sacred Seeds (2015) de Pura Fé, et Zarabi (2015) de la chanteuse marocaine Oum. Il apparaît comme guitariste et chanteur sur le DVD Whats that Sound? de Jean-Jacques Milteau, qui a participé à l'album Distance. 
En 2016 il publie Wild Country, un album plus axé sur un folk blues teinté d'influences diverses (zydeco, country ou musique d'Europe de l'Est).
Depuis 2022 c'est sous la forme du duo Mathis Haug & Benoit Nogaret que le guitariste-chanteur continue son exploration du blues, du folk et de la country...

## Discographie

### Mathis And The Mathematiks
- 2005 – 5, Pueblo Records

### Mathis Haug
- 2011 – Playing My Dues, Dixiefrog
- 2013 – Distance, Dixiefrog
- 2015 – A Heartful of Live (Live), Nueva Onda Records
- 2016 – Wild Country, Nueva Onda Records
- 2018 – Memphis Sessions vol. 1
- 2021 - Kiss my grits, EP[2].

### Mathis Haug & Benoit Nogaret
- 2022 - Sitting On Top Of The World

### Participations et productions
- 2009 – Emily Loizeau - Pays Sauvage, guitariste, chanteur (piste bonus), Polydor
- 2010 – André Manoukian - So in Love, guitariste, EMI
- 2015 – Pura Fé - Sacred Seed, producteur, musicien et arrangeur (Nueva Onda Records)
- 2015 – Perrine Mansuy - Rainbow Shell, auteur, chanteur (Laborie (label)|Laborie)
- 2015 – Big Daddy Wilson - Time, coauteur (Dixiefrog)
- 2015 – Jean-Jacques Milteau - What's that Sound? (DVD), invité à chanter, guitariste (La Huit Production)
- 2015 – Oum - Zarabi, coproducteur (MDC)